# Orde van Trouw van Sultan Ismail
De Orde van Trouw van Sultan Ismail (Maleis: "Darjah Setia Sultan Ismail Johor Yang Amat DiBarkati") werd op 28 oktober 1974 door Almarhum Sultan Sir Ismail Al-Khalidi ibni Almarhum Sultan Sir Ibrahim Al-Masyhur (1894-1981) heerser van het Sultanaat Johor in Maleisië ingesteld.
Deze ridderorde heeft twee graden
- Ridder-Grootcommandeur (Dato' Seria Setia)

en
- Ridder-Commandeur. (Dato'Setia)

Het lint van de Orde is lichtblauw.